# NGC 1441
NGC 1441 é uma galáxia espiral barrada (SBb) localizada na direcção da constelação de Eridanus. Possui uma declinação de -04° 05' 30" e uma ascensão recta de 3 horas, 45 minutos e 43,0 segundos.
A galáxia NGC 1441 foi descoberta em 30 de Setembro de 1786 por William Herschel.